# America's Newsroom
America's Newsroom è un programma televisivo americano di attualità trasmesso su Fox News Channel, in diretta dalle 9:00 Eastern Time alle 11:00 dal lunedì al venerdì attualmente condotto da Bill Hemmer e Dana Perino.
Il programma si concentra sullo sviluppo degli eventi del giorno con interviste, aggiornamenti live e analisi politiche. Lo spettacolo fa parte della scaletta dei programmi di Fox News dal 12 febbraio 2007 ed è il notiziario via cavo numero uno nella sua fascia oraria.

## Sinossi
Derivato da uno degli slogan della rete, presenta una copertura di notizie generali, che è divisa in due categorie, provenienti dal National Desk o dal World Desk. Il programma presenta anche una serie di discussioni su questioni attualmente al centro delle notizie, formando comunemente un panel di due o tre persone che entrano nel programma per fornire punti di vista separati, uniti da domande poste dai conduttori per aiutare a informare gli spettatori sui punti di vista del tema in questione.

## Segmenti ricorrenti
- The A-Team presenta tre collaboratori di Fox News che offrono un'analisi politica degli eventi e degli argomenti del giorno.
- The Headliner un funzionario di alto profilo (solitamente del governo) viene intervistato da entrambi i conduttori sugli eventi attuali del giorno.
- 24/7 Crew – con i presentatori di Fox News Headlines 24/7 per discutere degli eventi del giorno.

## Personalità

### Conduttori
- Bill Hemmer, conduttore fondatore del programma; 2007-presente
- Dana Perino, co-conduttrice; 2021-presente

### Ex conduttori
- Megyn Kelly, co-conduttrice; passata al programma America Live
- Martha MacCallum, co-conduttrice; passata al programma The First 100
- Shannon Bream, co-conduttrice; passata a Fox News @ Night nel 2017
- Ed Henry, co-conduttore; sospeso il 25 giugno 2020 e licenziato il 1° luglio 2020 a seguito di un’accusa di molestie sessuali[1]
- Sandra Smith, co-conduttrice; passata ad America Reports